# مركب منغنيز عضوي
مركبات المنغنيز العضوية هي صنف من المركبات العضوية الفلزية الحاوية على رابطة كيميائية بين عنصري المنغنيز والكربون Mn-C؛ ويدعى الفرع من الكيمياء المهتم بدراسة تلك المركبات باسم كيمياء المنغنيز العضوية. بالمقارنة مع المركبات العضوية الفلزية فإن مركبات المنغنيز العضوية ليست شائعة، على الرغم من وجود أبحاث عديدة عنها.
وصفت هذه المركبات أول مرة سنة 1937 عند توثيق تفاعل فينيل الليثيوم مع يوديد المنغنيز الثنائي، والذي ينتج يوديد فينيل المنغنيز بالإضافة إلى ثنائي فينيل المنغنيز.

## أمثلة
من الأمثلة على مركبات المنغنيز العضوية كل من عشاري كربونيل ثنائي المنغنيز وميثيل حلقي بنتاديينيل ثلاثي كربونيل المنغنيز وخماسي كربونيل هيدريد المنغنيز.